# Выборы в Псковскую городскую думу (2022)
Выборы депутатов Псковской городской думы седьмого созыва состоялись 11 сентября 2022 года в Единый день голосования 11 сентября 2022 года.
Городская дума состоит из 25 депутатов, которые избираются по смешанной избирательной системе: 10 депутатов избираются по партийным спискам для которых установлен 5%-й барьер, другие 15 депутатов избираются по одномандатным округам, побеждает кандидат, набравший относительное большинство голосов. Срок полномочий думы - 5 лет
На момент окончания голосования в городе Пскове было зарегистрировано 157 780 избирателей.

## Подготовка
Территориальная избирательная комиссия города Пскова назначила выборы 24 июня 2022 года. По решению ТИК избирательные участки были открыты для избирателей с 9 по 11 сентября 2022 года, также на выборах применялась технология дистанционного электронного голосования.

## Участники
Семь политических партий представили свои партийные списки, которым не требовалось собирать подписи в поддержку выдвижения списка: «Единая Россия», КПРФ, Яблоко, «Партия пенсионеров», «Справедливая Россия», ЛДПР, «Новые люди».
Партийный список партии "Новые люди" был зарегистрирован Псковским избиркомом 10 августа, однако позднее избирком оспорил своё же решение о регистрации в суде. Суд удовлетворил иск избиркома и партийный список партии "Новые люди" был лишён регистрации. По мнению суда подписи в документах ряда кандидатов от этой партии являлись недостоверными.
| Единая Россия                                                                                    | Борис Елкин • Владимир Воробьев • Марина Борисенкова                  | 15 | 48 | зарегистрирован        |
| КПРФ                                                                                             | Александр Баев • Виталий Козырев (в дальнейшем снял свою кандидатуру) | 15 | 34 | зарегистрирован        |
| ЛДПР                                                                                             | Антон Минаков • Сергей Литвиненко                                     | 15 | 45 | зарегистрирован        |
| Справедливая Россия                                                                              | Олег Брячак • Виталий Федоров • Валентина Александрова                | 13 | 29 | зарегистрирован        |
| Яблоко                                                                                           | Татьяна Пасман • Артур Гайдук                                         | 14 | 39 | зарегистрирован        |
| Партия пенсионеров                                                                               | Михаил Иванов • Сергей Горячев                                        | 15 | 32 | зарегистрирован        |
| Новые люди                                                                                       | Тамара Новицкая • Александр Козлов                                    | 15 | 32 | отказано в регистрации |
| *Региональная группа соответствует одномандатному округу и должна включать от 1 до 3 кандидатов. |                                                                       |    |    |                        |

В 15 одномандатных округах было выдвинуто суммарно 87 кандидатов, 4 из которых - самовыдвиженцы.

## Результаты

#### Избраны по спискам
| Партия                | № | Список (№ в списке)   | ФИО депутата                    |
| --------------------- | - | --------------------- | ------------------------------- |
| «Единая Россия»       | 1 | Общий (2)             | Воробьёв Владимир Николаевич    |
| «Единая Россия»       | 2 | Общий (3)             | Борисенкова Марина Эдуардовна   |
| «Единая Россия»       | 3 | Региональный № 4 (1)  | Форш Алексей Геннадьевич        |
| «Единая Россия»       | 4 | Региональный № 12 (1) | Гончаренко Александр Георгиевич |
| КПРФ                  | 1 | Общий (1)             | Баев Александр Викторович       |
| КПРФ                  | 2 | Региональный №8 (1)   | Прилипкин Борис Сергеевич       |
| Яблоко                | 1 | Общий (1)             | Пасман Татьяна Борисовна        |
| «Партия пенсионеров»  | 1 | Общий (1)             | Иванов Михаил Александрович     |
| ЛДПР                  | 1 | Общий (2)             | Литвиненко Сергей Григорьевич   |
| «Справедливая Россия» | 1 | Общий (2)             | Федоров Виталий Владимирович    |

#### Избраны по одномандатным округам[9]
| Результаты по одномандатным округам | Результаты по одномандатным округам | Результаты по одномандатным округам | Результаты по одномандатным округам | Результаты по одномандатным округам |
| № округа                            | Депутат                             | Партия                              | Число голосов                       | % голосов                           |
| ----------------------------------- | ----------------------------------- | ----------------------------------- | ----------------------------------- | ----------------------------------- |
| 1                                   | Бурлин Юрий Вячеславович            | Единая Россия                       | 918                                 | 44,78%                              |
| 2                                   | Михачева Алеся Михайловна           | Единая Россия                       | 775                                 | 44,75%                              |
| 3                                   | Мешков Иван Александрович           | Единая Россия                       | 873                                 | 48,77%                              |
| 4                                   | Гаврилов Сергей Вячеславович        | Единая Россия                       | 1070                                | 53,34%                              |
| 5                                   | Мельникова Наталья Геннадьевна      | Единая Россия                       | 1006                                | 47,68%                              |
| 6                                   | Васильев Евгений Сергеевич          | Единая Россия                       | 936                                 | 44,13%                              |
| 7                                   | Федорова Ольга Александровна        | Единая Россия                       | 1428                                | 58,17%                              |
| 8                                   | Юрченко Наталья Александровна       | Единая Россия                       | 1314                                | 53,03%                              |
| 9                                   | Пожидаева Юлия Валерьевна           | Единая Россия                       | 1098                                | 48,03%                              |
| 10                                  | Николаева Любовь Алексеевна         | Единая Россия                       | 1345                                | 51,81%                              |
| 11                                  | Болотин Константин Васильевич       | Единая Россия                       | 1398                                | 55,76%                              |
| 12                                  | Стороненков Григорий Иванович       | Единая Россия                       | 1845                                | 73.71%                              |
| 13                                  | Невалённая Галина Ивановна          | Единая Россия                       | 942                                 | 48,26%                              |
| 14                                  | Барабанов Дмитрий Александрович     | Единая Россия                       | 1708                                | 63,83%                              |
| 15                                  | Иванов Денис Олегович               | Единая Россия                       | 999                                 | 51,60%                              |

#### Общие итоги
В Псковскую городскую думу прошло шесть партий: «Единая Россия», КПРФ, Яблоко, «Партия пенсионеров», ЛДПР и «Справедливая Россия». «Единая Россия» сохранила абсолютное большинство в думе. Председателем думы на первом заседании нового созыва 22 сентября 2022 года избран Гончаренко Александр Георгиевич («Единая Россия»).
| 7th Pskov City Duma        | 7th Pskov City Duma        | 7th Pskov City Duma | 7th Pskov City Duma | 7th Pskov City Duma | 7th Pskov City Duma | 7th Pskov City Duma | 7th Pskov City Duma        | 7th Pskov City Duma        | 7th Pskov City Duma | 7th Pskov City Duma | 7th Pskov City Duma | 7th Pskov City Duma |
| Партия                     | Партия                     | по единому округу   | по единому округу   | по единому округу   | по единому округу   | по единому округу   | по одно- мандатным округам | по одно- мандатным округам | всего               | всего               | всего               | всего               |
| Партия                     | Партия                     | Голосов             | %                   | +/-                 | Мест                | +/-                 | Мест                       | +/-                        | Мест                | +/-                 | %                   | +/-                 |
| -------------------------- | -------------------------- | ------------------- | ------------------- | ------------------- | ------------------- | ------------------- | -------------------------- | -------------------------- | ------------------- | ------------------- | ------------------- | ------------------- |
|                            | «Единая Россия»            | 17 055              | 51,33 %             | ▲11,62 %            | 4                   | ▼1                  | 15                         | ▲5                         | 19                  | ▲4                  | 76,00 %             | ▲16,00 %            |
|                            | КПРФ                       | 4825                | 14,52 %             | ▼7,25 %             | 2                   | ▬                   | 0                          | ▼3                         | 2                   | ▼3                  | 8,00 %              | ▼12,00 %            |
|                            | Яблоко                     | 3003                | 9,04 %              | ▲0,51 %             | 1                   | ▬                   |                            |                            | 1                   | ▬                   | 4.00 %              | ▬                   |
|                            | «Партия пенсионеров»       | 2706                | 8,14 %              | ▲3,52 %             | 1                   | ▲1                  | 0                          | ▬                          | 1                   | ▲1                  | 4,00 %              | ▲4,00 %             |
|                            | ЛДПР                       | 2531                | 7,62 %              | ▲0,21 %             | 1                   | ▬                   | 0                          | ▬                          | 1                   | ▬                   | 4,00 %              | ▬                   |
|                            | «Справедливая Россия»      | 2528                | 7,61 %              | ▼3,71 %             | 1                   | ▬                   | 0                          | ▼1                         | 1                   | ▼1                  | 4,00 %              | ▼4,00 %             |
|                            | Самовыдвижение             |                     |                     |                     |                     |                     | 0                          | ▼1                         | 0                   | ▼1                  | 0 %                 | ▼4,00 %             |
|                            |                            |                     |                     |                     |                     |                     |                            |                            |                     |                     |                     |                     |
| Действительные бюллетени   | Действительные бюллетени   | 32 648              | 98,25 %             | ▲1,48 %             |                     |                     |                            |                            |                     |                     |                     |                     |
| Недействительные бюллетени | Недействительные бюллетени | 579                 | 1,75 %              | ▼1,45 %             |                     |                     |                            |                            |                     |                     |                     |                     |
| Всего                      | Всего                      | 33 227              | 100 %               | —                   | 10                  | ▬                   | 15                         | ▬                          | 25                  | ▬0                  | 100 %               | —                   |

## Довыборы 2024
Довыборы по одномандатному округу №5 состоялись в Единый день голосования 8 сентября 2024 года. Довыборы были объявлены в связи с тем, что депутат Мельникова Наталья Геннадьевна подала заявление о досрочном прекращении своих полномочий депутата городской думы, и 22 декабря 2023 года Псковская городская дума на очередной сессии досрочно лишила её депутатского мандата. Депутатом на оставшийся срок VII созыва по 5 одномандатному избирательному округу избрана Дмитриева Анна Маратовна.
| Результаты довыборов в Псковскую городскую думу по одномандатному округу №5 | Результаты довыборов в Псковскую городскую думу по одномандатному округу №5 | Результаты довыборов в Псковскую городскую думу по одномандатному округу №5 | Результаты довыборов в Псковскую городскую думу по одномандатному округу №5 | Результаты довыборов в Псковскую городскую думу по одномандатному округу №5 | Результаты довыборов в Псковскую городскую думу по одномандатному округу №5 | Результаты довыборов в Псковскую городскую думу по одномандатному округу №5 | Результаты довыборов в Псковскую городскую думу по одномандатному округу №5 |
| Явка                                                                        |                                                                             | Кандидат                                                                    | Выдвижение                                                                  | Депутат                                                                     | Результат                                                                   | Результат                                                                   |                                                                             |
| Явка                                                                        | Голоса                                                                      | Кандидат                                                                    | Выдвижение                                                                  | Депутат                                                                     | %                                                                           |                                                                             |                                                                             |
| --------------------------------------------------------------------------- | --------------------------------------------------------------------------- | --------------------------------------------------------------------------- | --------------------------------------------------------------------------- | --------------------------------------------------------------------------- | --------------------------------------------------------------------------- | --------------------------------------------------------------------------- | --------------------------------------------------------------------------- |
| 15,87%                                                                      |                                                                             | Дмитриева Анна Маратовна                                                    | Единая Россия                                                               |                                                                             | 863                                                                         | 51,80%                                                                      |                                                                             |
| 15,87%                                                                      |                                                                             | Гориславский Иван Григорьевич                                               | КПРФ                                                                        |                                                                             | 189                                                                         | 11,54%                                                                      |                                                                             |
| 15,87%                                                                      |                                                                             | Канищев Алексей Анатольевич                                                 | Яблоко                                                                      |                                                                             | 146                                                                         | 8,91%                                                                       |                                                                             |
| 15,87%                                                                      |                                                                             | Горячев Сергей Петрович                                                     | Партия пенсионеров                                                          |                                                                             | 140                                                                         | 8,55%                                                                       |                                                                             |
| 15,87%                                                                      |                                                                             | Ефимов Владимир Алексеевич                                                  | ЛДПР                                                                        |                                                                             | 123                                                                         | 7,51%                                                                       |                                                                             |
| 15,87%                                                                      |                                                                             | Романов Игорь Павлович                                                      | Новые люди                                                                  | Депутат Собрания депутатов Печорского муниципального округа                 | 104                                                                         | 6,35%                                                                       |                                                                             |
| 15,87%                                                                      |                                                                             | Сидоров Павел Анатольевич                                                   | Справедливая Россия                                                         |                                                                             | 61                                                                          | 3,72%                                                                       |                                                                             |
| 15,87%                                                                      | Недействительные бюллетени                                                  | Недействительные бюллетени                                                  | Недействительные бюллетени                                                  | Недействительные бюллетени                                                  | 12                                                                          | 0.73%                                                                       |                                                                             |